# ブルーザー・ブロディ
ブルーザー・ブロディ（Bruiser Brody、本名：Frank Donald Goodish、1946年6月18日 - 1988年7月17日）は、アメリカ合衆国のプロレスラー。ミシガン州デトロイト出身。
アメリカではNWAの各テリトリーやWWWFなど各団体で実績を築き、日本でも全日本プロレスや新日本プロレスでトップ外国人レスラーとして活躍した。

## 来歴
アイオワ州立大学とウエスト・テキサス州立大学でアメリカンフットボール選手として活躍していた（ウエスト・テキサス州立大学の同期にダスティ・ローデス、ボビー・ダンカン。後輩チームメイトがスタン・ハンセン。ザ・ファンクスは大学の先輩）。1968年から1970年にかけてテキサス州や北米のアメリカンフットボールのマイナーリーグで活動する。NFLのワシントン・レッドスキンズのプラクティス・スクワッドにも選抜されるがロースターへの昇格には至らず、いくつかの新聞社でスポーツライターとして勤務する。生計を立てるために酒場の用心棒などもしていたという。
やがてフリッツ・フォン・エリックにスカウトされ、1974年4月29日にフォートワースにてボブ・ループを相手にデビュー。デビュー時は本名のフランク・グーディッシュ（Frank Goodish）をリングネームに活動。エリックの主宰するテキサス東部のダラス地区を主戦場に、ルイジアナやオクラホマなどミッドサウスのトライステート・エリアにも転戦してキャリアを積んだ。
1974年8月、彼に先んじてデビューしていたハンセンとトライステート地区でタッグチームを結成。テキサス出身のハンセンに合わせ、出身地を同じ南西部のニューメキシコ州アルバカーキとし、リングコスチュームもハンセンのテンガロンハットに対しグーディッシュはソンブレロを被っていた。同年10月10日にトライステート版のUSタッグ王座を奪取するが、翌1975年7月の陥落後にタッグを解消し、以降はシングルプレイヤーとして活動。10月17日にアマリロにてレイ・キャンディからNWAウエスタン・ステーツ・ヘビー級王座を、12月31日にはフロリダでロッキー・ジョンソンからNWAフロリダ・ヘビー級王座をそれぞれ奪取した。
1976年7月、ビンス・マクマホン・シニアの命名により、ブルーザー・ブロディ（Bruiser Brody）に改名してWWWFへ参戦。8月7日にはニューヨークのマディソン・スクエア・ガーデンに初出場してケビン・サリバンを2分29秒で下し、9月4日と10月4日の定期戦においてブルーノ・サンマルチノのWWWFヘビー級王座に連続挑戦。グラン・ウィザードをマネージャーに迎え、アンドレ・ザ・ジャイアントとも対戦して知名度を高め、メインイベンターとしての地位を築く。なお、当時のWWWFには、同年4月26日に首折り事件を起こしたハンセンも共にサーキットしていた。また、当時は新日本プロレスとWWWFの提携が本格的に開始された頃であり、1977年1月に予定されていたアントニオ猪木のMSGにおける対戦相手候補としてハンセンとブロディの名前が挙がったこともある。当時の日本のプロレス専門誌には「一番強い奴とやりたい。サンマルチノの首を折ったハンセンが一番強いかというと、あれは偶発的なものでハンセンの実力じゃないという声もある。どうもブルーザー・ブロディというのが一番骨があるらしい」などという猪木のコメント記事が載っていた。結局、猪木のMSG登場は延期になり、この対戦は幻に終わっている。1977年にはWWWFとの提携ルートでハンセンが新日本プロレスに来日しているが、ブロディの新日本登場は実現しなかった。

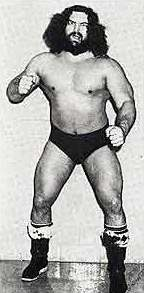
1977年

WWWFに参戦中の1977年1月3日、ジョージア州アトランタにてフリッツ・フォン・エリックを破り、ダラス地区のフラッグシップ・タイトルだったNWAアメリカン・ヘビー級王座（後のWCWA世界ヘビー級王座）を獲得。同年2月5日のフィラデルフィアにおけるサンマルチノ戦を最後にWWWFを離れると、正式にダラス地区へ復帰してエリックと同王座を争った。翌1978年8月25日にはキラー・カール・クラップからテキサス・ブラスナックル王座を奪取（以降もマーク・ルーイン、トール・タナカ、スタン・スタージャックらを下して、ラフファイターの称号である同王座を通算8回獲得）。キングコング・ブロディ（King Kong Brody）と名乗ってインディアナポリスのWWAにも参戦、1979年8月4日にディック・ザ・ブルーザーとの「ブルーザー対決」を制してWWA世界ヘビー級王座を奪取した。

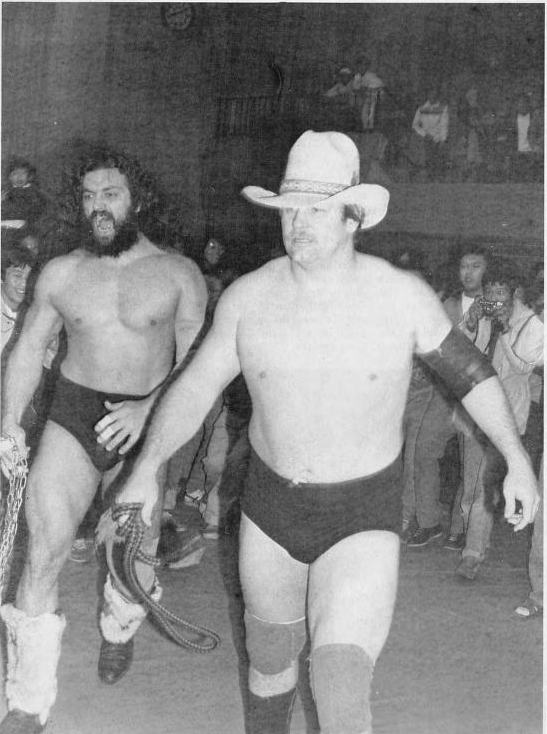
盟友スタン・ハンセンとの超獣コンビ（1983年）

日本には1979年1月、フリッツ・フォン・エリックの斡旋により全日本プロレスに初来日。シリーズ初戦の後楽園ホール大会では、大熊元司&伊藤正男とハンディキャップ・マッチで対戦し、5分4秒で一蹴。ジャイアント馬場に反則負けした以外、負けなしの好成績で、タッグマッチながら得意のニー・ドロップをフィニッシュに馬場からのフォール勝ちも収めている。翌1980年より全日本プロレスの常連外国人レスラーとなり、アンジェロ・モスカやアーニー・ラッドをパートナーに馬場&ジャンボ鶴田のインターナショナル・タッグ王座にも再三挑戦。1981年10月にはドリー・ファンク・ジュニアからインターナショナル・ヘビー級王座を奪取。このシリーズ中には、宮城県スポーツセンターでのザ・ファンクスVS上田馬之助&バック・ロブレイ戦の試合直後に乱入し、父親の援護にとリングに上がったドリーの息子に攻撃を加え、素人である彼にキングコング・ニー・ドロップを放つなど、凶暴なキャラクターを印象付けるためのアングルも展開された。以後このベルトを巡ってドリー、鶴田、天龍源一郎らと抗争を繰り広げる。同年末の世界最強タッグ決定リーグ戦には、ダラス地区で対戦したことのあるジミー・スヌーカとのコンビで初出場。新日本プロレスから引き抜かれたスタン・ハンセンの介入もあり、決勝戦でファンクスを破り優勝を果たした。1982年からはハンセンとのコンビを全日本プロレスで再結成。「超獣コンビ」とのネーミングが与えられ、世界最強タッグ決定リーグ戦では優勝1回・準優勝2回（準優勝2回はいずれも最終公式戦での反則負け）の戦績を残し、1984年に新設されたPWF世界タッグ王座でも初代王者となった。
1984年末、ブロディは新日本プロレスに対して「アントニオ猪木と話をしたいので連絡してほしい」と国際電話を入れ、山本小鉄がブロディとの交渉役を務めた。ブロディは、全日本プロレスに参戦した長州力を「長州は前座でやっていればいい。日本では長州が一番の人気者らしいが、それが本当なら、日本のファンはプロレスを知らない。プロレスラーとしては鶴田の方がはるかに一流だ。鶴田やキラー・カーンのようにデカいのが一流の第一条件。長州は俺を抱えることも、投げ飛ばすこともできない」「あんなミゼットレスラーなんか相手にしていない。来日した時にテレビで見たことがあるが、まったく問題にならない。五輪代表? それがなんだっていうんだ。プロに入ったらアマの肩書なんて通用しない。頼れるのは自分の力だけだ。叩きのめす」などと一刀両断した。このことが、新日本プロレス移籍を決定づける原因にもつながる。全日本プロレスは、ブロディが参戦した1985年2月シリーズ中の2月23日に、4月シリーズの参加外国人選手を発表。ハンセン、ロン・バス、テッド・デビアス、ディック・スレーター、リック・フレアーなどとともに、ブロディも名を連ねており（デビアス、スレーター、フレアーは特別参加）、ブロディは4月19日開催の神戸ワールド記念ホール大会から参戦する予定であった。地方巡業用のポスターも完成しており、4月シリーズの前売りチケットの販売も開始された。全日本への継続参戦の道は残されてはいたが、2月24日の茨城県阿見大会における長州との6人タッグマッチ（ブロディ&キラー・ブルックス&クラウス・ワラスVS長州&谷津嘉章&カーン）では長州との絡みはほとんどなく、3月9日の両国国技館大会におけるタッグマッチ（ブロディ&ブルックスVS長州&谷津）でも、長州の持ち味を殺してしまうような試合を意図的に行った。3月13日に名古屋市内のホテルで『週刊プロレス』が行ったインタビューでも「俺はメイン以外ではやりたくない。前座扱いするのなら、今後全日本に上がるつもりはない」「長州やロード・ウォリアーズが俺以上の扱いを受けているのはおかしい」などと発言した他、当日の岐阜県大垣大会における6人タッグマッチ（ブロディ&ブルックス&ラッシャー木村VS長州&谷津&カーン）でも、阿見大会同様に長州との絡みはほとんどなかった。この大垣大会は、長州との最後の対戦となった。
これにより、ブロディの新日本プロレス移籍が確定的となる。インタビュー翌日の3月14日に行われた全日本プロレス愛知県体育館大会では、パートナーの木村&鶴見五郎との連携が合わず、試合終了直前に試合放棄。翌日に一旦帰国したが、3月19日のテレビ朝日『ANNスポーツニュース』で「ブロディが新日本マットに登場!」と写真入りで伝えたことから、全日本関係者は騒然となった。3月21日、ブロディは新日本プロレスが手配した航空券で来日し、成田空港から後楽園ホールへ直行して、猪木に対して宣戦布告を行ったと同時に新日本プロレスへ移籍した。翌3月22日に京王プラザホテルにて記者会見を行い「全日本に残留するつもりもあったが、シリーズが進むにつれて新日本に気持ちが傾いた」などと会見した。これは、前年に長州らジャパンプロレス勢やブリティッシュ・ブルドッグスを引き抜いた全日本プロレスに対する新日本側の報復措置であり、両団体の関係はさらに険悪となる。馬場は新日本による引き抜き工作をすでに察知していたが、他の全日本関係者は『ANNスポーツニュース』による報道などでようやく事態を知ったという（ハンセンの新パートナーは、4月3日に山形県体育館で行われたインターナショナル・タッグ王座戦ではバスが指名され、PWF世界タッグ王座もデビアスをパートナーにした上で認定された）。なお、新日本の後楽園大会は3月22日にテレビ朝日『ワールドプロレスリング』にて、全日本の名古屋大会における馬場&鶴田&天龍VSブロディ&木村&鶴見は、3月23日に日本テレビ『全日本プロレス中継』にてそれぞれ録画中継された。
新日本プロレスに移籍後、猪木とは1985年4月18日に両国国技館において初対決。以降、東京体育館、大阪城ホール、札幌中島体育センター、ハワイのアロハ・スタジアムなどで7度シングルマッチで対戦した（2勝1敗4分けでピンフォール決着は一度もなし）。
1985年12月、「IWGPタッグリーグ戦」に全日本プロレスでの旧パートナーだったスヌーカと組んで出場するが、12月12日に行われた宮城県スポーツセンターでの決勝戦出場が予定されていた。仙台大会当日、ブロディ&スヌーカは上野駅で仙台への移動のために東北新幹線に乗車したが、ミスター高橋が坂口征二からのメッセージを伝えた直後にブロディが激怒し、発車直前にスヌーカと一緒に下車した。ブロディ&スヌーカが東北新幹線から下車した直後に「ブロディは日本武道館に出現するのではないか?」という噂が流れ、各スポーツ紙やプロレス雑誌の記者はデスクと連絡を取り合いながら、新日本の定宿であった京王プラザホテルと同日に開催された全日本プロレス「'85世界最強タッグ決定リーグ戦」が行われていた日本武道館へ向かい、馬場の動向をマークしていた。馬場は、当時週刊ゴングの記者であった小佐野景浩の質問に対して「ウチをダブルクロスして出て行った奴を使ったりしたら、俺が業界の笑いものになる。今日の会場に殴り込み? 奴にそんな勇気はない」とブロディの全日本プロレス復帰を否定した。最終的に、京王プラザホテルを新日本に無断でチェックアウト（外国人選手は仙台からの帰京後にチェックアウトすることになっていた）した上で、近隣にあるホテルセンチュリーハイアットへ直行し、試合をボイコットした。ブロディはホテルセンチュリーハイアットの前で取材陣に対して「ノーモアジャパン」と言って手を振りながら、ギャラを受け取らずにスヌーカと共に帰国した。新日本プロレスからは、永久追放処分となる（新日本はスヌーカとはその後に和解）。金銭トラブルではなく、新日本プロレス側の「外国人レスラーに優勝させたくない」「藤波辰巳&木村健吾に勝たせたかった」「自らが膨らませた坂口負傷アングルを反故にされた」等のブックに反発したトラブルが原因という説が有力である。このように、ブロディはブッカーにとって扱いにくいレスラーであり、そのことが後の死につながる。
その後、一度は新日本プロレスと和解し、1986年9月に再来日して大阪城ホールにて猪木と、福岡スポーツセンターにて藤波とそれぞれシングルで対決したが、藤波戦は『ワールドプロレスリング』の金曜20時における生中継最後の試合となった他、大阪大会における猪木戦は、福岡大会の生中継内でダイジェストで放送された（猪木戦をダイジェストで放送した理由は、IWGPタッグリーグ戦決勝戦におけるボイコットの再現を新日本が警戒していたものとされる）。11月開幕の'86ジャパンカップ争奪タッグリーグ戦へ、11月21日の新潟市体育館大会から参戦する予定であった。ブロディは11月18日に新日本へ連絡を入れたが、新日本は翌19日にブロディから契約の破棄を通告された。新日本はフリッツ・フォン・エリックを仲介役として事態の好転を図ったものの、最終的に来日中止となった。同シリーズでは、アンドレや前田日明とのシングルマッチも予定されていた。
この間、北米ではダラスを拠点に主要テリトリーを転戦し、ジョージアではブラックジャック・マリガン、フロリダではダスティ・ローデス、テネシーではジェリー・ローラー、AWAではサージェント・スローター、プエルトリコではカルロス・コロンなど各地のトップスターと対戦。他地区では常にヒールのポジションだったが、古巣であるダラスのWCCWでは、1980年代からはフォン・エリック・ファミリーの助っ人的なベビーフェイスとして活躍し、ファビュラス・フリーバーズ、カマラ、ワンマン・ギャングなどと抗争した。また、同じテキサスのサンアントニオ地区（サウスウエスト・チャンピオンシップ・レスリング）でも善玉となり、トップ・ベビーフェイスのワフー・マクダニエルと共闘したことがある。しかし、プロモーターからの束縛を嫌ってか、特定の地区を長期間サーキットすることはほとんどなかった。また、1984年よりビンス・マクマホン・ジュニアの新体制下でスタートしたWWFの全米侵攻への参加も噂され、新日本プロレス移籍時の記者会見でも新WWF王者ハルク・ホーガンへの挑戦をアピールしたが、結局は実現しなかった。新日本側は当初、ブロディの新日本登場はWWFからのブッキングであったと発表していたが、もともとブロディにはWWFからのオファーはなく、新日本側がブロディ引き抜きの大義名分として、当時提携関係にあったWWFを隠れ蓑にしたともされている。1986年5月17日、本拠地WCCWでリック・ルードを破りTV王座を獲得、これがアメリカ国内での最後のタイトル戴冠となった。1987年の一時期は、WCCWにてレッド・リバー・ジャック（Red River Jack）なる覆面レスラーに変身したこともあったが、短期間で素顔に戻っている。
新日本との契約を解除した直後、ブロディはフリッツ・フォン・エリックやザ・グレート・カブキを通じて馬場に対し、全日本復帰のアプローチをかけていた。1987年10月4日、全日本プロレスに復帰。当初、馬場は来日中止となったフレアーの代役を「X」として公表していなかったが、当日の群馬県伊勢崎大会のメインイベント終了後にブロディが乱入したことから、「X」はブロディと明らかとなった。翌10月5日の茨城県鹿島町大会における、ザ・ムーンドッグス（スポット&スパイク）と組んでの鶴田&タイガーマスク&高木功との6人タッグマッチが復帰第1戦となり、キングコング・ニー・ドロップで高木からフォール勝ちを収めている（10分6秒）。
同年暮れの世界最強タッグ決定リーグ戦では、タッグマッチながらハンセンとの日本における最初で最後の対戦が実現した。1988年3月27日の日本武道館大会では鶴田からインターナショナル・ヘビー級王座を奪回。野獣ギミックのキャラクターを守り通したブロディが、この時ばかりはファンや関係者と抱き合って歓びを分かち合った。同年4月19日の宮城県スポーツセンターで行われたリターンマッチにおいて、鶴田にピンフォール負けを喫し王座転落、3日後の4月22日の川崎市体育館におけるトミー・リッチ（当初のパートナーはスヌーカが予定されていたが、前日の後楽園ホール大会でスヌーカが負傷したため、急遽リッチを指名した）と組んでの天龍&阿修羅・原（龍原砲）とのPWF世界タッグ王座戦が日本での最後の試合となった。

### 死去
1988年7月16日、プエルトリコ・バヤモンのバヤモン・スタジアムでのWWCの興行中、レスラー兼ブッカーのホセ・ゴンザレスと控え室で口論を起こし、シャワールームにて腹部をナイフで刺される。刺し傷が肝臓に達し、翌7月17日、出血多量により死亡。痛み止めのために常用していたアスピリンの副作用により、出血が止まらなかったともいわれている。また、興奮剤を服用していたのが裏目に出たともいう。
告別式では日本のマスコミだけが取材を許された。ゴンザレスの裁判では、出廷要請の通知が届かなかったり、脅迫を受けたりしたため、現場に居合わせたレスラーや関係者は揃って証言を拒否し、最終的にゴンザレスは正当防衛として無罪判決を得ている。
ゴンザレスがブロディを刺殺した理由については彼が裁判でも証言しなかったため真相は不明だが、「ブロディが計画していたWWCの乗っ取り及び共同オーナーであるゴンザレスの追放を阻止するため」「体格の小さいゴンザレスに対してブロディは度々横暴な振る舞いをすることがあり、ゴンザレスは以前から恨みを募らせていた」などのダッチ・マンテルやトニー・アトラス、ケンドー・ナガサキ、ミスター・ポーゴらの証言がある。ブロディとゴンザレスは1976年にWWWFで何度も対戦しており、その当時からブロディはゴンザレスを格下扱いしていた。なお、ゴンザレスは1978年にも、試合中に心臓部へ放ったパンチが原因でマイク・マーテルを死亡させるというリング禍を起こしたことがある。
全日本プロレスでは1988年8月29日の日本武道館大会においてハンセン対ブロディのシングルマッチを予定していたが、ブロディの死去により中止となり、当日は『ブルーザー・ブロディ・メモリアルナイト』として、ブロディと因縁の深いアブドーラ・ザ・ブッチャーがハンセンと対戦した。当日、ブッチャーはブロディと同じくチェーンを持って登場し、ハンセンはミラクルパワーコンビのテーマ曲で入場した。
2019年、WWE殿堂のレガシー部門に迎えられた。

## 人物
リング上では超獣ギミックを一貫して演じたブロディだったが、本来は家族思いの穏やかな人柄で「インテリジェント・モンスター」と呼ばれるように独自のレスリング哲学を持っており、インタビューでは彼本来のクレバーさを感じさせる発言が多く見られた。また、ラフファイトの裏側に隠された緻密な試合運びはジャイアント馬場やジャンボ鶴田も認めていた。「プロレスはチェスのようなもの」と語っていた。和田京平によれば、初来日の際には試合中にチェーンや凶器は使用しなかったという。また、控室では一人で読書をしていた他、和田がコーヒーを差し入れしても「ノーサンキュー」と言われるほど怖い人物だったという。
超獣ギミックについてブロディは「プロレスを初めて見る子供やお年寄りに『あのチェーンをブルブル振り回す奴は誰だっけ』という印象を与えるため」という趣旨を語っている。1985年3月に新日本プロレスに初登場した際、古舘伊知郎の質問に対して、ブロディは「チェーンは魂の象徴」と答えている。ブロディは東京スポーツに対して「チェーンは守護神」と語ったことがあり、1985年10月15日開催の新日本石川県産業展示館大会にて、東京スポーツはそれを象徴する写真を撮影している。毛皮を巻いたブーツは改名後のWWWF時代より使用していた。一見、超獣ギミックを演出するための手法と思われるが、馬場によると、足首に傷があり、それを保護するためだったという。また、逞しい上半身や太腿に比べて膝下が細いため、それを隠すためとも言われている。
試合だけでなく、自分の言葉と思想で自分の存在をファンに訴えかけた選手であった。生前最後に受けた1988年4月における『週刊プロレス』でのインタビューでは、事前にインタビュアーの斎藤文彦に『今回のインタビューは3週連続で掲載してくれ』と提案するなど、マスコミ向けに常に色々とアイディアを持ちかけていた。そしてこのインタビューは、ブロディの提案通り3週連続で掲載された。またカメラマンの注文に対しても率直に応じていたという。一方で、ブロディは自身の自伝の出版を拒否し続けたという。
日本人選手の中では鶴田を特にライバル視していた。初来日で鶴田とタッグで初対決した際、鶴田のスタミナについていけず、2度目の来日（1980年1月）では鶴田へのライバル意識から初来日時より20kgもウェイトを落として臨んだという。このことについては2000年春頃のサムライTVでの鶴田追悼番組において百田光雄も証言している。また、全日本離脱直後に行われた1985年4月掲載の『週刊プロレス』インタビューでは「長州力はしょっぱい。鶴田の方が断然優れている」とまで語っていた。
馬場の16文キックを最初に止めたのがブロディだった。その馬場も、その後の試合でキングコング・キックを止めている。馬場は鶴田と組んでハンセン&ブロディと抗争していた当時のTV解説で「この2人がいなければ、まだ世界チャンピオンになれると言ってもいいくらい強い」と語り「俺を引退に追い込むのはあの2人かも知れないな」と周囲に漏らしている。
一方で各地のプロモーターやブッカーとは衝突が絶えず、WWWF時代のゴリラ・モンスーンを始めとして、WWAでのディック・ザ・ブルーザーとの大喧嘩など、その最期に至るまでエピソードには事欠かない。1984年より全米侵攻を開始したWWFへも参加を表明していたものの実現せず、その後も何度となく契約が噂されたが、ビンス・マクマホンはブロディとビジネスをしなかった。トラブルが無かったのは若手時代に世話になったダラス地区のフリッツ・フォン・エリックくらいであった。スタン・ハンセンによれば、若手時代にトライステート地区でビル・ワットから不当な待遇を受けて以来彼のプロモーター嫌いが始まったとされ、結果としてそれがプエルトリコでの刺殺事件につながったという。馬場のような信頼に値するプロモーターのことも敵視していたというが、馬場を信頼しなかったのは1985年までのことで、1988年4月の『週刊プロレス』インタビューにおいてブロディは『馬場を裏切ったことは本当に失敗だった。馬場に申し訳ないことをした』と悔いていた。ただ、ハンセンはブロディが新日の引き抜きに応じた理由に「彼が一番欲しがっていたのは、ギャラよりも『その団体のプロモーションのNo.1になる』という名誉だった。馬場が長州やロード・ウォリアーズと契約したのを見て『俺がいるのに、どうして?』という気持ちになったんだと思う」と語っている。和田京平も、新日本プロレス移籍の原因として「ブロディは全日本のシステムを理解していなかったのではないか」と語っている。坂口征二も、新日本プロレス参戦当時のブロディについて『ブロディは、変にプライド高いんだよ。他の外国人を持ち上げるとヘソを曲げたり、試合するのしないのってギリギリに会場来たり』と、「IWGPタッグリーグ戦」以外にも試合出場キャンセル寸前の大会があった事を明かしている。前述の前田日明も1986年の新日本参戦キャンセルに関して『週1万ドルのギャラを取り、わがままを言うようなレスラーは日本マットにはいらない。初期のスタン・ハンセンのように日本向きの無名外国人レスラーを発掘して招聘したほうがいい』と語っている。
天龍も自著において「ハンセンとブロディからはプロレスと、プロレスラーの凄さを教えてもらった。破壊力の凄さ、たゆまぬ努力の凄さである」と評価するが「『誰にも負けない、俺がNo.1だ』という気持ち、プライドは誰よりも凄かった。レスラーに対する好き嫌いの激しい人で、自分にスタミナの重要性を教えてくれたジャンボ（鶴田）や技を逃げずに真正面から受ける僕のことはリスペクトしてくれて、彼も僕らの技は逃げもせず受け止めてくれたのですが『俺はこんな奴は認めない』と判断したレスラーは技も受けず、ロープに飛ばされても戻らず、それこそミル・マスカラスや長州力なんてキングコング・パワーで一方的にけちょんけちょんでした」と語っている。また、『AERA』が2022年に行ったインタビューでも、天龍は手に負えないレスラーとしてマスカラスと共にブロディを挙げた。
また、海外遠征時代にブロディとサーキットを共にした武藤敬司は「滅多に他人を褒めなかったが、アドバイスは的確で色々と教えてもらった」と当時のことを語っている。初めて会話した際にいきなり「お前の試合はしょっぱい」と言われたとのこと。
なお、ブロディはアメリカ遠征中の高千穂明久に「ダラスでヒールのできる日本人を捜している」とダラス地区（フォン・エリック主宰のWCCW）への転戦を助言、高千穂はダラスでヒールレスラー「ザ・グレート・カブキ」に変身し、大活躍することとなった。結果として、カブキ（およびザ・グレート・ムタ）誕生のきっかけにブロディが絡んでいることになる。
アントニオ猪木は一番扱いに困ったレスラーがブロディであったと語っている。通常はマネージャーとの間でギャラの交渉を行うが、ブロディだけは猪木が直接ギャラの交渉を行っていた。ブロディは試合直前にギャラアップを求めることがあり、アップしないなら試合に出ないと理不尽な要求を猪木に叩きつけており、猪木も出場しないのは困るからとそれをいつも仕方なく承諾していた。のちに猪木はブロディについて「自分の物差ししかない男」「ブロディは交渉が上手で、頭がよかった」と回想している。ブロディは新日本参戦直後に猪木について「非常に不思議な力を秘めたレスラーだ」と評している。
猪木のコメントを物語ってか、新日本プロレス参戦時は日本人選手にシングルはおろか、タッグ戦でもピンフォール負けを許さなかった。逆に全日本プロレス参戦時は馬場と鶴田にのみシングル戦でピンフォール負けを喫している（馬場には2回、鶴田には1回）。
ブロディは長州とミル・マスカラスを前座レスラー並みに扱い、前述の通り長州をミゼットレスラー呼ばわりしていた。新日本プロレス移籍後も東京スポーツの取材で「長州はミゼット。星野勘太郎と同じ。なぜ周りが長州との対決を煽るのか理解できない」と語っていた他、和田は「ブロディは長州もマスカラスも認めなかった。だから受け身を取らなかった」と語っている。
新日本プロレスから永久追放された半年後の1986年8月9日、新日本プロレスはハワイ遠征（参加したのは猪木、坂口、藤波辰巳、木村健吾、武藤）を行ったが、遠征先にはブロディも参戦していた。その一方で、当時のブロディは日本のマスコミを嫌っていた。その際、『週刊プロレス』と『週刊ファイト』の記者はブロディの控室前で待機してスクープ写真を撮影しようとした。ブロディと新日本プロレスの通訳との会話を撮影した『週刊ファイト』の記者に気付いたブロディは激怒し、全裸で控室から現れて全裸のまま両記者を追い掛け回した。さらには『週刊ゴング』の記者もその現場に遭遇してしまい（『東京スポーツ』もその模様を目撃していたが、巻き込まれなかった）、最終的には3社の記者がブロディに追い掛け回された。『週刊プロレス』と『週刊ゴング』の記者はブロディから逃げ切れたものの『週刊ファイト』の記者はブロディに捕まった挙句、カメラを破壊された。当時の『週刊プロレス』に掲載された再現劇画では、『週刊プロレス』と『週刊ゴング』の記者は2人揃って同一方向へ逃げたために難を逃れたという。また『東京スポーツ』によれば、ブロディは足が速く、すぐに『週刊ファイト』の記者に追いついたという。ブロディの試合の際、『週刊プロレス』、『週刊ゴング』、『東京スポーツ』、テレビ朝日などの日本のマスコミはブロディの襲撃を恐れて全員退避していた（ハワイ遠征は同年8月22日に『ワールドプロレスリング』にて録画中継されたが、ブロディの試合は未放送となった）。翌日には、ブロディはビーチで猪木に詰め寄ったが、『東京スポーツ』の記者は、山本小鉄の肩越しにカメラのシャッターを切るのが精一杯だったという。
上記の試合前のギャラアップの逸話にもあるように金にはうるさい倹約家であり、無駄遣いを極端に嫌う性格で、レスラー仲間で食事をする時も見栄を張って他人に奢るようなことは決してなかったという。また長期遠征の際には電気の無駄遣いをなくすため、家中のコンセントを片っ端から抜いて出かけたが、冷蔵庫のコンセントまで抜いて中身を腐らせてしまったことがあると夫人が自著で語っている。柴田惣一がブロディの自宅へに取材に行った際、ブロディが紹介したモーテルはランクが下級だったことに呆れ返っていた他、柴田は「ブロディは高級車で迎えに来るだろう」と期待していたが、ピックアップトラックで迎えに来たことにも呆れ返っていたという。
生前、プロレス雑誌に対して家族写真の撮影を許可しなかった。家族写真の撮影を許可を受けた東京スポーツに対して「もし雑誌に出ることがあったら命をやる。夫人、長男が日本のマスコミに出るのは東スポが最初だ」と語っており、前述のハワイ全裸事件とともに、写真撮影がいかに厳しかったかが窺い知れる。
日本の文化にも積極的に触れていた。1985年7月に新日本プロレスの興行が行われた北海道北見市にて座禅を体験し、寺を出る際には記者に対して「住職は英語で何というのか?」という質問をしたという。さらにブロディは「富士山に登りたい」とリクエストしたという。
長く日本で活動した経験からか日本人をリスペクトしていたようで、前述の無駄嫌いの性格のため控室で魚の缶詰を愛用していたというが、時に同僚のレスラーからからかわれた。その際に「日本人が何で賢いか知ってるか? 魚を食べるからだぞ」と答えたという。
フォン・エリック・ファミリーとは公私ともに非常に親しくしており、1984年にデビッド・フォン・エリックが東京で急死した際には人目もはばからず号泣した。

## 得意技
キングコング・ニー・ドロップ
右腕を高く突き上げて予告した後に助走をつけてのニー・ドロップで主にフィニッシュ・ホールドとして使用した。ポスト最上段からのダイビング・ニー・ドロップは切り札としてよほどの相手にしか出さなかった。キングコング・ニー・ドロップの名称は、1982年の第10回チャンピオン・カーニバルでのテッド・デビアス戦を実況していた倉持隆夫と解説の竹内宏介のやり取りにおいて、他のレスラーとの破壊力の差別化を図るべく名付けられた。
キングコング・キック
助走をつけてのビッグ・ブーツ。別名「ブロディ・キック」「超獣キック」。インパクト（衝撃）の瞬間に軸足をグッと踏み込むのが特徴。新日本プロレスに移籍後は、古舘伊知郎が実況で「地獄のICBM弾」と形容していた。
ギロチン・ドロップ
助走をつけての高角度のレッグ・ドロップ。その高さは古舘伊知郎に「無重力状態」と例えられた。時としてポスト最上段からのダイビング・ギロチン・ドロップも使うことがあった。
ドロップキック
巨体でありながら抜群の跳躍力をもって放たれるドロップキックも得意技の一つである。自らも「俺の体格で、これほど動けて飛べる大きな男はいない」と豪語していた。ハンセンとのダブルドロップキックもよく繰り出していた。
ジャイアントスイング
猪木戦をはじめとして、比較的軽量のレスラーに使用していた。
フライング・ボディ・アタック
ロープに振られた際のカウンター技として使用していた。
アトミック・ドロップ
持ち前の怪力でかなりのハイアングルから繰り出した。ブロディの隠れた必殺技で、1979年のディック・ザ・ブルーザーとのWWA世界戦では、無類のタフネスで知られるブルーザーをこの技で戦闘不続行にしている。また、1983年の世界最強タッグ決定リーグ戦の最終戦での鶴龍コンビとの試合でも、ジャンボ鶴田に場外でこの技を見舞い、動きを止めている。
ワンハンド・ボディスラム（ゴリラスラム）
右腕一本で豪快に投げ飛ばすブロディ独特のボディスラム。自身の怪力をアピールするために開発したとされており、馬場や鶴田のような巨漢が相手でも工夫して右腕一本で投げているように見せていた。また、猪木はこの技に関して「怪我をして力が入らなくなっていた時期でも右腕一本で投げていた。あれは彼のプライドなんだろうね」と語っている。
ブレーンバスター（ブレーンバスター・スラム）
独特のフォームのブレーンバスター。相手の体が垂直になったところで自分の体を捻り、うつ伏せに倒れる。ビル・ゴールドバーグの「ジャックハマー」のヒントとなった技。
パイルドライバー
相手が逆さになった状態で四方に見せつけるように十分タメを作ってからジャンプし、頭頂部をマットに叩きつける。また場外乱戦においては、リングサイドに衝撃を抑えるためのマットが敷いてあるが、そのマットを剥がして直接床に頭頂部を叩きつけるというより危険度の高いパイルドライバーを見せた。
アルゼンチン・バックブリーカー（オーバーヘッド・バックブリーカー）
1976年のWWWF参戦時、フィニッシュ・ホールドとしていた。
凶器攻撃
トレードマークともいうべきチェーンを使って相手の首を絞めたり、拳に巻き付けて殴ったりした。また、パイプ椅子や机、ゴングなどリングの周辺にあるものは何でも凶器として使用した。
この他、1982年10月の天龍源一郎とのインターナショナルヘビー級タイトルマッチでは逆さ押さえ込みでフォール勝ちしたことがある。

## 獲得タイトル
NWAトライステート
- NWA USタッグ王座（トライステート版）：2回（w / スタン・ハンセン）

NWAウエスタン・ステーツ・スポーツ
- NWAウエスタン・ステーツ・ヘビー級王座：1回

NWAビッグタイム・レスリング / WCCW
- NWAテキサス・ヘビー級王座：1回
- NWAテキサス・ブラスナックル王座：6回
- NWAテキサス・タッグ王座：3回（w / マイク・ヨーク、ジノ・ヘルナンデス、ケリー・フォン・エリック）
- NWAアメリカン・ヘビー級王座：4回
- NWAアメリカン・タッグ王座：3回（w / ケリー・フォン・エリック）
- WCWA TV王座：1回

チャンピオンシップ・レスリング・フロム・フロリダ
- NWAフロリダ・ヘビー級王座：1回

セントラル・ステーツ・レスリング
- NWAセントラル・ステーツ・ヘビー級王座：1回
- NWAセントラル・ステーツ・タッグ王座：1回（w / アーニー・ラッド）

ワールド・レスリング・アソシエーション（インディアナポリス）
- WWA世界ヘビー級王座：1回

サウスウエスト・チャンピオンシップ・レスリング
- SCWサウスウエスト・ブラスナックル王座：1回
- SCW世界タッグ王座：1回（w / ディック・スレーター）

全日本プロレス
- インターナショナル・ヘビー級王座：3回
- PWF世界タッグ王座：1回（w / スタン・ハンセン） ※初代王者
- 世界最強タッグ決定リーグ戦 優勝：2回（1981年、1983年）（w / ジミー・スヌーカ、スタン・ハンセン）

プロレス大賞
- 1988年度プロレス大賞 特別功労賞

ワールド・レスリング・エンターテインメント
- WWE殿堂（レガシー部門）：2019年[49]

## マネージャー
- バック・ロブレイ（NWAトライステート、CSW、AJPW）
- グラン・ウィザード（WWWF）
- ゲーリー・ハート（WCCW）
- サー・オリバー・フンパーディンク（MACW）
- J・J・ディロン（CWF）
- シーク・アドナン・アル＝ケイシー（AWA）

## テーマ曲
- 全日本プロレス時代
  - 『移民の歌』（レッド・ツェッペリンの同曲のカバーバージョンで、ドラマー石松元の演奏によるインストゥルメンタル）
- 新日本プロレス時代
  - ベートーヴェン『交響曲第5番 運命』（新日本プロレス参戦表明時に使用。スーツ姿でチェーンと花束を手に現れ、アントニオ猪木に花束を渡した）
  - レッド・ツェッペリン『移民の歌』（前奏部に上記の『運命』を足していた）